# Mommy
Pour les articles ayant des titres homophones, voir Momie et Momy.
Pour plus de détails, voir Fiche technique et Distribution.
Mommy est un film dramatique québécois écrit, coproduit, réalisé et monté par Xavier Dolan, sorti en 2014.
Le film présente une veuve monoparentale, Diane, qui hérite de la garde de son fils, Steve, un adolescent impulsif et violent. Au cœur de leurs emportements et difficultés, ils tentent de joindre les deux bouts, notamment grâce à l'aide inattendue de l'énigmatique voisine Kyla. Tous les trois, ils retrouvent une forme d'équilibre et d'espoir.
Le film est présenté au Festival de Cannes 2014 où il remporte le Prix du Jury.
Dolan, pour sa première participation en compétition officielle (et quatrième sélection au Festival) est à 25 ans le plus jeune réalisateur de la sélection. Dans l'histoire du festival, il est le second plus jeune réalisateur à recevoir le Prix du jury, la première étant l'Iranienne Samira Makhmalbaf, récompensée à 20 ans pour Le Tableau noir en 2000.
Comme dans le clip College Boy réalisé par Dolan en 2013, le film a la particularité d'être en majorité tourné en format d'image carré 1:1,. Mommy a été sélectionné pour représenter le Canada à l'Oscar du meilleur film en langue étrangère lors de la 87e cérémonie des Oscars qui a eu lieu en février 2015, mais a été exclu lors de la liste préliminaire,. Le film connaît un succès tant au Québec qu’en France, où il a dépassé la barre d'un million de spectateurs. Il se place en troisième position pour un film québécois le plus vu dans un territoire français, derrière les deux films de Denys Arcand.
Le film figure dans la liste Canada's Top Ten, les dix meilleurs longs-métrages canadiens de 2014, sélectionnés par un jury composé de sept réalisateurs et professionnels de l'industrie du cinéma, coordonné par TIFF,,.

## Synopsis
Dans un Canada du futur proche, après les élections fédérales de 2015, une nouvelle loi, la loi S-14, autorise les parents d'enfants très difficiles à confier ceux-ci à une institution d’État de type hôpital psychiatrique pour mineurs.
Dans ce contexte, Diane « Die » Després, veuve d'une cinquantaine d'années habitant en banlieue de Montréal, récupère la garde de son fils Steve, un adolescent souffrant de troubles psychiques, du fait de son expulsion pour comportement irresponsable et dangereux du centre de rééducation dans lequel il avait été placé peu de temps après la mort de son père. En effet, il a mis le feu à la cantine de l'institution, incident qui a blessé gravement l'un des résidents. Diane lutte pour s'occuper de Steve malgré sa détresse financière. Il lui offre un caddie plein de courses, ainsi qu'un collier avec l'inscription « Mommy », qu'elle suspecte avoir été volé. Enragé, Steve commence à l'étrangler. Diane se défend en le frappant avec un cadre. Du chaos qui s'ensuit surgit Kyla, la voisine de Diane, une enseignante en congé sabbatique, qui commence à guérir les blessures de Steve.
Kyla, qui souffre de bégaiement, commence à aider Steve à étudier. Après une session désastreuse, où Steve ne cesse de l'admonester, Kyla craque et plaque son élève au sol. Totalement dominé, l'adolescent, sous le choc, en mouille son pantalon. Après la confrontation, Steve devient plus doux avec elle, lui dit qu'il est content de la connaître et respecte son souhait de ne pas l'appeler "bébé". Les trois protagonistes tissent des liens très forts. Un jour, Diane reçoit un courrier de la part de la famille du résident blessé : elle est attaquée en justice pour les blessures causées par son fils.
Diane fait appel à un de ses voisins, Paul, qui est avocat, pour les aider. Un soir, ils vont chercher un endroit pour manger et arrivent dans un bar karaoke, où Steve est de plus en plus agité par l'atmosphère ainsi que par le jeu de séduction entre Diane et l'avocat. Steve décide d'aller chanter, mais commence ensuite à se battre avec un homme du bar qui se moque de lui pendant sa performance. Steve, Diane et Paul se disputent. Paul gifle Steve et Diane gifle Paul, ce qui le fait fuir.
Diane continue de chercher comment aider son fils et reconstruire leur vie, mais alors qu'ils vont faire les courses avec Kyla, Steve disparaît et est retrouvé dans un rayon alors qu'il s'est tranché le poignet. Il survit cependant, et un peu plus tard, dans sa voiture, Diane se remémore tous les rêves de réussite et de bonheur qu'elle avait formés pour son fils. Elle l'emmène en fait dans un hôpital pour le soumettre à la loi S-14. Steve résiste furieusement, et Diane regrette sa décision lorsqu'elle voit la violence avec laquelle Steve est traité, mais légalement, elle ne peut désormais plus rien faire.
Kyla annonce à Diane qu'elle déménage à Toronto. Cette dernière l'encourage et se montre pleine d'espoir, mais après que Kyla eut quitté la maison, Diane ne peut contenir sa détresse face à tous ses problèmes qui ressurgissent. À l'hôpital, des membres du personnel ôtent la camisole de force de Steve, mais aussitôt défait de ses liens, celui-ci s'enfuit vers une grande fenêtre.

## Fiche technique
- Titre original : Mommy
- Réalisation et scénario : Xavier Dolan
- Musique : Noia
- Direction artistique : Colombe Raby
- Costumes : Xavier Dolan
- Maquillage : Maïna Militza (en)
- Coiffure : Colette Martel, Michelle Côté
- Photographie : André Turpin
- Son : François Grenon, Sylvain Brassard
- Montage : Xavier Dolan
- Production : Nancy Grant et Xavier Dolan
- Sociétés de production : Metafilms, Sons of Manual
- Sociétés de distribution : Les Films Séville (Canada) ; MK2 / Diaphana (France) ; Séville International (international)
- Budget : 4,9 millions de dollars[11]
- Pays de production : Canada
- Langue originale : français
- Format : couleur, 35mm DCP, format d'image 1:1[2],[3],[12] et 1.85:1[13]
- Genre : drame
- Durée : 139 minutes
- Dates de sortie :
  - France : 22 mai 2014 (première à la 67e édition du Festival de Cannes)
  - Australie : 10 juin 2014 (Festival du film de Sydney)
  - Tchéquie : 8 juillet 2014 (Festival international du film de Karlovy Vary)
  - États-Unis : 29 août 2014 (Festival du film de Telluride)
  - Macédoine : 15 septembre 2014 (Festival international du film des frères Manaki)
  - Hongrie : 18 septembre 2014 (Festival international du film de Miskolc)
  - Canada : 19 septembre 2014 (sortie en salle au Québec)
  - Espagne : 19 septembre 2014 (62e édition du Festival international du film de Saint-Sébastien)
  - Allemagne : 28 septembre 2014 (Festival du film de Hambourg)
  - Brésil : 29 septembre 2014 (Festival international du film de Rio de Janeiro)
  - Corée du Sud : 3 octobre 2014 (Festival international du film de Busan)
  - Belgique : 8 octobre 2014
  - France : 8 octobre 2014
  - Luxembourg : 8 octobre 2014
  - Royaume-Uni : 16 octobre 2014 (Festival du film de Londres)
  - Inde : 17 octobre 2014 (Festival international du film de Mumbai)
  - Pologne : 17 octobre 2014
  - Thaïlande : 19 octobre 2014 (Festival international du film de Bangkok)
  - Chili : 24 octobre 2014 (Festival international du film de Santiago (es))
  - États-Unis : 23 janvier 2015
  - Canada : 17 mars 2015 (DVD et Blu-ray)
- Classification :
  - États-Unis : R - Restricted[14]
  - France : Tous publics[14]
  - Québec : 13 ans et plus (Langage vulgaire)[15]

## Distribution
- Anne Dorval : Diane « Die » Després, la mère de Steve
- Antoine Olivier Pilon : Steve O'Connor Després
- Suzanne Clément : Kyla, la voisine
- Patrick Huard : Paul Béliveau
- Alexandre Goyette : Patrick, le mari de Kyla
- Michèle Lituac : la directrice du centre correctionnel
- Viviane Pacal : Marthe
- Nathalie Hamel : Natacha
- Isabelle Nélisse : la fille de Kyla
- Ted Pluviose : le chauffeur du taxi
- Huguette Gervais : caissière de la librairie
- Pierre-Yves Cardinal : un garde de l'hôpital psychiatrique
- Sabrina Bisson : la DJ du karaoké
- Catherine Brunet : fille dans le bar karaoké
- Steven Chevrin : Steve dans le rêve de Diane

## Production

### Développement
Xavier Dolan, à vingt-quatre ans, réalise son cinquième long métrage, le quatrième à aborder directement la figure maternelle, bien qu'elle soit aussi traitée de façon indirecte dans son thriller Tom à la ferme (2013). Dolan écrit un film avec trois héros, « un film triangulaire dont aucun des personnages ne prend le pas sur l'autre ». Il se détache de l'aspect autobiographique présent dans ses premiers films, notamment dans sa représentation de la figure de la mère,,.

« S’il est un sujet que je connaisse sous toutes ses coutures, qui m’inspire inconditionnellement, et que j’aime par-dessus tout, c’est bien ma mère. Quand je dis ma mère, je pense que je veux dire LA mère en général, sa figure, son rôle. Car c’est à elle que je reviens toujours. C’est elle que je veux voir gagner la bataille, elle à qui je veux écrire des problèmes pour qu’elle ait toute la gloire de les régler, elle à travers qui je me pose des questions, elle qui criera quand nous nous taisons, qui aura raison quand nous avons tort, c’est elle, quoi qu’on fasse, qui aura le dernier mot, dans ma vie. À l’époque de J'ai tué ma mère, j’avais voulu, je pense, punir ma mère. Seulement cinq ans ont passé depuis, mais je crois bien qu’aujourd’hui, à travers Mommy, j’essaie maintenant de la venger. Allez comprendre… »

— Xavier Dolan, Notes de production,
Avec André Turpin, son chef opérateur rencontré sur le clip de College Boy, il décide de tourner le film en format 1:1 – un carré, rare au cinéma contemporain – qu'ils avaient utilisé sur le clip d'Indochine,,. Également monteur du film, Dolan est un habitué des changements de formats, puisqu'il avait déjà modifié les ratios de l'image dans Tom à la ferme pendant les scènes de suspense,. Dolan estime que cela met en valeur les personnages, emprisonnant le regard du spectateur dans celui du personnage et débarrassant l'image des distractions pouvant apparaître sur les bords horizontaux,. C'est un format emprunté à la photographie, et notamment à celle des portraits : « le sujet est indéniablement le personnage, au centre de l’image, toujours. Les yeux ne peuvent l’éviter. »
Il propose à ses deux actrices fétiches, Anne Dorval et Suzanne Clément, les rôles principaux. Dorval interprétait déjà la mère dans J'ai tué ma mère et est aussi apparue dans Les Amours imaginaires et Laurence Anyways. Clément jouait le rôle féminin dans Laurence Anyways. Le troisième personnage principal, Steve, est interprété par Antoine Olivier Pilon, 16 ans au moment du tournage. Il avait un rôle de figurant dans Laurence Anyways et le rôle-titre du collégien dans le clip College Boy.

### Tournage
Annoncé sur son compte Twitter en octobre 2013, Xavier Dolan commence le tournage à Montréal. La seconde moitié du tournage s'amorce à l'hiver 2013 et se termine en février 2014.
Ayant tourné dans la banlieue de Montréal où il a grandi, Dolan explique : « je m’étais juré de tout faire pour que mes personnages ressemblent aux voisins de mon quartier d’enfance, et non pas à leur caricature. ».

### Musique
Pour Mommy, Xavier Dolan a choisi la musique qu'il aime, dont notamment Céline Dion : « J'aime Céline Dion, tous mes personnages aiment Céline Dion. J'ai grandi avec l'album sur lequel cette chanson figure. J'aime la mélodie, les arrangements, je trouve que c'est une chanson puissante, tendre. »
- Experience de Ludovico Einaudi - 5′15″
- On ne change pas de Céline Dion - 4′08″
- Colorblind de Counting Crows - 3′23″
- Wonderwall de Oasis - 4′20″
- White Flag de Dido - 4′00″
- Building a Mystery de Sarah McLachlan - 4′07″
- Childhood de Craig Armstrong - 1′50″
- Born to Die de Lana Del Rey - 4′46″
- Blue (Da Ba Dee) de Eiffel 65 - 4′44″
- Vivo per lei - Italian Version With Giorgia de Andrea Bocelli et Giorgia - 4′25″
- L'estate, RV 315 - III. Tempo Impetuoso d'Estate de Fabio Biondi et Europa Galante - 2′31″
- Welcome to My Life de Simple Plan

## Accueil

### Sortie
Mommy est présenté en compétition officielle au festival de Cannes en mai 2014. C'est la quatrième fois pour Xavier Dolan après J'ai tué ma mère sélectionné à la « Quinzaine des réalisateurs » en 2009, Les Amours imaginaires à « Un certain regard » en 2010 et Laurence Anyways également à « Un certain regard » en 2012. Le film est projeté en québécois sous-titré en français (et en anglais) en raison de l'utilisation d'un dialecte joual, ; ces sous-titres ont été écrits par Xavier Dolan.

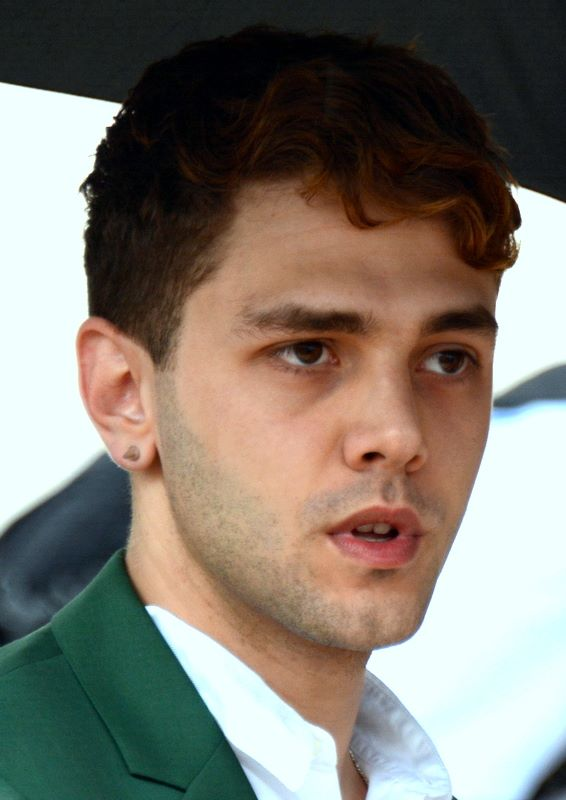
Le réalisateur Xavier Dolan, pour la présentation du film au Festival de Cannes 2014.

Le film est particulièrement bien accueilli lors de sa projection. Il est applaudi pendant la séance et ovationné pendant plus de 12 minutes en fin de projection,. Il décroche le Prix du jury. Lors de la cérémonie de clôture Dolan prononce un discours de remerciements passionné et émouvant, il rend hommage à Jane Campion (la présidente du jury) et incite sa génération à réaliser ses rêves afin de changer le monde : « Tout est possible à qui rêve, ose, travaille et n'abandonne jamais ».
Mommy est vendu dans plus de 50 pays, dont les États-Unis et la France. En France, le film est à l'affiche de 315 salles, c'est la plus grosse sortie pour un film québécois depuis Les Invasions barbares en 2003 (455 écrans). Avant sa sortie le film suscite l'attention des médias, notamment celle de quotidien Libération, qui lui consacre sa une et quatre pages entières. Il est aussi en couverture de Télérama, des Inrocks et du supplément de L'Express. Diaphana, le distributeur français indépendant organise une centaine d'avant-premières qui remportent un énorme succès (15 000 spectateurs au bas mot).

« C'est le genre de couverture de presse que l'on a très, très, rarement vu pour un réalisateur en France, aussi enthousiaste que la presse française puisse être. Pour un film cannois, la dernière fois, ça devait être Pulp Fiction et Tarantino. Pas grand monde a eu droit à ce traitement-là. »

— Nathanael Karmitz, président de MK2 (distributeur), en référence à l'engouement que suscite Mommy

### Box-office
| Pays         | Box-office   | Entrées           | Date de sortie               |
| ------------ | ------------ | ----------------- | ---------------------------- |
| Québec       | 3 330 957 $  | 355 624 entrées   | 19 septembre 2014            |
| France       | 8 221 004 $  | 1 142 750 entrées | 8 octobre 2014               |
| États-Unis   | 22 204 $     | -                 | 23 janvier 2015              |
| Belgique     | 225 512 $    | -                 | 8 octobre 2014               |
| Allemagne    | 84 246 $     | -                 | 13 novembre 2014             |
| Italie       | 434 479 $    | -                 | 4 décembre 2014              |
| Pays-Bas     | 129 127 $    | -                 | 13 novembre 2014             |
| Pologne      | 89 620 $     | -                 | 17 novembre 2014             |
| Corée du Sud | 99 708 $     | -                 | 18 décembre 2014             |
|              |              |                   |                              |
| Mondial      | 12 424 260 $ | 1 498 374 entrées | 19 septembre 2014 - en cours |

Au Québec, pour son premier week-end, le film connait un départ canon avec 466 776 $ sur 64 écrans à travers la province. C'est le meilleur démarrage de film depuis la sortie de Le sens de l'humour en 2011. Après 11 jours, il dépasse déjà le million de dollars, devenant le premier film de Xavier Dolan à franchir cette barre symbolique. Ce bouche-à-oreille positif incite le diffuseur à ajouter 18 copies lors de la troisième semaine d'exploitation. Le 20 octobre 2014, pour sa cinquième semaine, Mommy devient le film québécois le plus lucratif de 2014 avec 2 417 041 $, dépassant ainsi le film 1987. Lors de sa neuvième semaine, le film passe le cap des 3 millions $ et se hisse même dans le top 15 des meilleures recettes de l’année 2014,.
En France, dès la séance de 14h, Mommy enregistre 2 685 entrées dans 24 salles parisiennes, pour une moyenne de 112 spectateurs par copie, c'est le meilleur démarrage en une semaine depuis Les Gardiens de la Galaxie (2 819 entrées). Il arrive à 273 026 entrées pour son premier week-end, troisième place du top week-end. Le film récolte 11 % de parts de marché français et une moyenne de 867 entrées par copie. Lors de sa première semaine, le film a été vu par 340 171 spectateurs, soit le meilleur démarrage de tous les temps pour un film québécois en France. Après six semaines, avec 1 017 419 spectateurs, il devient un des rares films québécois à atteindre le million d’entrées.
Aux États-Unis, le film sort à New York et à Los Angeles sur quatre écrans. Par la suite, le distributeur américain prévoit d'augmenter le nombre de salles et de villes au cours des prochains semaines. Il s'agit d'une méthode souvent utilisée aux États-Unis pour les films étrangers. Pour le premier week-end, le départ est médiocre avec 20 950 $, Indiewire s'explique mal de cette contre-performance,.

### Accueil critique

#### Festival de Cannes
Le Monde le qualifie de « film le plus stupéfiant de la quinzaine » et Télérama explique à propos de Xavier Dolan, que « sa plus belle réussite, en tant que trublion du cinéma d'auteur, consiste à maintenir la tension et l'émotion sans passer par un grand sujet (comme dans Laurence Anyways) ni par un genre codifié (comme le thriller dans Tom à la ferme), mais plutôt en faisant intensément exister trois personnages magnifiques. » Le Time Magazine écrit qu'« au sein d'une sélection peu ambitieuse où de trop nombreux grands réalisateurs ont déçu, Mommy est précisément l'électrochoc dont on avait besoin. Comme La Vie d'Adèle l'année dernière qui avait agréablement surpris le public et le jury, le film de Dolan est intimiste, colérique, sensationnel et un peu trop long. Mais tous ses excès en font son charme, » et The Guardian ajoute que « l'énergie et l'attaque de Dolan sont excitantes ; son film est souvent brillant et très drôle dans sa façon de briser les barrières estampillées « Incorrect » et « Inconvenant,. » Le site Critikat écrit que si « Xavier Dolan agace, [...] le fait est que Mommy bouleverse comme aucun autre film du réalisateur québécois : il y a dans ce cinquième long-métrage un mouvement désespéré pour se soustraire au désenchantement adulte, la tentative perdue d’avance de se consoler d’une perte tellement immense qu’elle pourrait tout aspirer sur son passage. On n’attendait plus de la part de Dolan une telle lucidité. » Un journaliste de L'Express ajoute que le film est « sûrement trop long, souvent dans l'hystérie, dans le tape-à-l'œil, dans le surfait, dans la chantilly. Mais il aligne quelques séquences de pur génie, du cinéma foufou et exaltant. [...] Mommy est une explosion de sentiments exacerbés. Impossible d'en réchapper. On ressort de là secoué et transi. » Les trois acteurs principaux sont « époustouflants » et « formidables », alors que la musique du film est plébiscitée par les critiques,,,. Peu après sa projection, Mommy est considéré comme l'un des favoris à la Palme d'or,,,,.
Concernant le ratio d'image 1:1, des critiques estiment que ce format rare favorise l'impression de claustrophobie tout à fait adaptée au récit, et le site Écran Noir ajoute que « rarement un format d’écran n’a été au service d’une sensation comme c’est le cas dans Mommy. » Slate écrit à propos de la réalisation que l'une des forces de Dolan « consiste à filmer chaque scène comme si elle était la plus importante du film, sinon la plus importante jamais tournée depuis l’invention du cinéma. » Alors que Dolan est régulièrement qualifié d'« enfant terrible,,, » ou de « jeune prodige,, » par la presse, Mommy est décrit comme un film énergique, déchirant, nerveux, drôle, et désespéré, un « tour de force » d'après certains critiques,. Le film aborde la place de la jeunesse dans la société et d'une classe sociale déboussolée,, et ostracisée qui s'approprie le rêve américain.

#### Québec
Tout comme à Cannes, les critiques au Québec sont très élogieuses au film, particulièrement Cinoche.com, qui lui a accordé 4,5 étoiles sur cinq, déclare que ce film est « f*cking un chef-d’œuvre dont on ne saisit toutes les subtilités que lors d'un deuxième visionnement, [...] voilà le plus grand/grandiose film québécois de l'année, les émotions humaines en étant le dernier rempart. » Même le sérieux site Mediafilm.ca a accordé au film une très bonne note, saluant notamment les performances des acteurs. Le critique de Point de vues n'a pas hésité à accorder 5 étoiles à Mommy, expliquant qu'il avait été « soufflé » en sortant du cinéma.
Malgré des critiques excellentes, Mommy connaît quelques bémols, dont La Presse, avec 4 étoiles sur 5, qui admet que « le dernier acte – puissant sur le plan dramatique – s'étire un peu » ou Le Soleil qui avoue que « les dialogues sont souvent livrés sur un ton qui frise l'hystérie, surtout dans les moments de crise. »

#### France
La critique a unanimement salué Mommy. Selon le site Allociné, le film a obtenu 4,3/5 étoiles pour 32 critiques, le plaçant au premier top du meilleur film de la semaine selon la presse, juste devant le film Le Garçon et le Monde. Au moins 17 critiques ont mis 5 sur 5 étoiles à ce film, dont la revue Cahiers du cinéma, qui écrit : « Mommy est le meilleur film de Dolan […], celui où le cinéaste parvient avec le plus de netteté à ses fins : parvenir à un certain étourdissement émotif du spectateur, tout en esquivant, certes parfois de justesse, le pathos fictionnel ou les entourloupes de scénario et de mise en scène », le journal hebdomadaire Le Journal du dimanche décrit le film « rempli d'amour en forme de bombe émotionnelle, nous explose à la face. Et nous laisse complètement sonnés », le quotidien Libération considère ce film comme « LE film de la rentrée, un amour de film, celui qui nous perturbe » ou Télé 2 Semaines loue le réalisateur Xavier Dolan : « avec son trio d’acteurs brillants, sa mise en scène audacieuse et son histoire à la fois drôle et bouleversante, Dolan signe un chef-d’œuvre, qui marquera une génération. ».
Parmi les critiques les plus sévères, Écran Large, avec une étoile et demie sur cinq, reproche le film d'être « hystérique et vulgaire », alors que Les Fiches du cinéma admet que « entre fascination et agacement, le cas Dolan va continuer, avec Mommy, à diviser. » Rue89, dans sa critique intitulée « Gone Girl et Mommy : je ne ferai pas l’éloge de Fincher et Dolan », écrit que « si l’outrance est la marque du film, elle en définit aussi les limites. Et l’éloge en continu des élans libertaires contre les dogmes du conformisme ne mérite peut-être pas 2 h 30 de fiction [...] où le « surdoué » fait mumuse avec l’image (utilisation du format carré 1:1) et aussi beaucoup avec ses personnages, en n’oubliant ni les clichés ni le pathos au passage. » Cependant, tous s'entendent sur une chose : les comédiens sont excellents.

#### États-Unis
À Hollywood, le film a été projeté en vue des Oscars et des Golden Globes. Le magazine Vanity Fair le place en deuxième position des meilleurs films de 2014, derrière Love Is Strange et devant Boyhood et Mr. Turner. Indiewire, pour sa part, l'a inclus sur la liste des 20 meilleurs films de l'année. De plus, la performance d'Anne Dorval a été remarquée notamment par Variety qui la voit comme une des meilleures de l'année, le magazine américain estimant même  que l'actrice s'est fait voler le prix d'interprétation féminine par Julianne Moore au dernier Festival de Cannes. Anne Dorval a aussi attiré l'attention de Hollywood Reporter qui ne serait pas surpris de voir l'actrice parmi les cinq finalistes de l'Oscar de la meilleure actrice. Pour que l'actrice puisse concourir dans cette catégorie, il faut que Mommy sorte dans les salles de cinéma américaines avant le 31 décembre 2014. Comme le distributeur américain, Roadside Attractions, a mis le film à l'affiche dans une salle de Los Angeles pendant une semaine au début du mois de décembre, Mommy est ainsi éligible dans toutes les catégories aux Oscars 2015.

### Accueil public
Du côté des spectateurs, selon le site AlloCiné, Mommy a obtenu la note 4,5 étoiles sur 5 et figure en cinquième place des meilleurs notes spectateurs de tous les films. Le cinéaste Claude Lelouch a écrit sur son Twitter : « Cela faisait une vingtaine d’années que je n’avais pas vu un film aussi fort... Fabuleux! ». En France, le film a reçu l’étiquette Coup de foudre du public, décernée par l’Observatoire de la satisfaction pour avoir atteint le taux de satisfaction à 93 %.
En 2015, sur le site Allociné, il est classé par les spectateurs à la onzième place des meilleurs films de tous les temps.
L'agrégateur Rotten Tomatoes affiche 90 % de critiques positives, avec une moyenne de 8,3/10 sur 30 critiques, alors que Metacritic indique la note de 81 / 100 sur 9 critiques.

## Distinctions

### Récompenses
- Festival de Cannes 2014 : Prix du jury (ex-æquo avec Adieu au langage de Jean-Luc Godard)
- Festival Camerimage 2014 : Grenouille de bronze pour André Turpin
- Festival international du film francophone de Namur 2014 :
  - Bayard d'or du meilleur comédien pour Antoine Olivier Pilon
  - Bayard d'or des meilleures comédiennes pour Anne Dorval et Suzanne Clément
  - Bayard d'or de la meilleure photographie pour André Turpin
- Festival du film Nuits noires de Tallinn 2014 : meilleur film nord-américain
- Festival International du Film Francophone de Tübingen-Stuttgart (de) 2014 :
  - Prix du public
  - Prix de la jeunesse de Tübingen
  - Prix de la jeunesse de Stuttgart
- Vancouver Film Critics Circle Awards 2015 :
  - Meilleur acteur dans un film canadien pour Antoine Olivier Pilon
  - Meilleure actrice dans un second rôle dans un film canadien pour Suzanne Clément
  - Meilleur scénario pour un film canadien pour Xavier Dolan
- Festival international du film de Palm Springs 2015 : meilleure actrice dans un film en langue étrangère pour Anne Dorval
- Césars 2015 : Meilleur film étranger
- Jutra 2015 :
  - Meilleur film
  - Meilleure réalisation pour Xavier Dolan
  - Meilleure actrice pour Anne Dorval
  - Meilleur acteur pour Antoine Olivier Pilon
  - Meilleure actrice de soutien pour Suzanne Clément
  - Meilleur scénario pour Xavier Dolan
  - Meilleure direction de la photographie pour André Turpin
  - Meilleure direction artistique pour Colombe Raby
  - Meilleur montage pour Xavier Dolan
  - Meilleurs costumes pour Xavier Dolan
  - Film s'étant le plus illustré à l'extérieur du Québec
  - Jutra Billet d'or Cineplex
- Meilleur film de l'année 2014 pour les spectateurs selon AlloCiné[83]
- Trophées francophones du cinéma 2015 : Trophée francophone du second rôle féminin pour Suzanne Clément
- Prix AQCC-SODEC 2014
- Prix Aurore : meilleur kickeur pour Antoine Olivier Pilon

### Sélections
- AFI Fest 2014 : sélection « Special Screenings »
- Festival du film francophone d'Angoulême 2014
- Festival international du film de Bergen 2014
- Festival international du film de Busan 2014
- Festival de Cannes 2014 : sélection officielle et nommé à la Queer Palm
- Festival international du film de Dubaï 2014
- Jameson Cinefest 2014
- Festival du film de Hambourg 2014
- Festival international du film de Karlovy Vary 2014
- Festival international du film de Los Cabos (en) 2014 : présentation spéciale[84]
- Festival du film de Londres 2014
- Festival international du film de Palm Springs 2015 : sélection « Awards Buzz : Best Foreign Language Film »
- Festival international du film des frères Manaki 2014
- Festival international du film francophone de Namur 2014 : sélection officielle
- Festival international du film de Rio de Janeiro 2014
- Festival international du film de Saint-Sébastien 2014 : sélection « Pearls »
- Festival international du film de Santa Barbara 2014
- Festival du film de Sydney 2014
- Festival du film de Telluride 2014
- Festival international du film de Toronto 2014 : sélection « Special Presentations »
- Festival international du film de Vancouver 2014 : sélection officielle

### Nominations
- Chicago Film Critics Association Awards 2014 : meilleur film en langue étrangère
- Film Independent's Spirit Awards 2015 : meilleur film international
- Satellite Awards 2015 :
  - Meilleure actrice pour Anne Dorval
  - Meilleur film en langue étrangère
- Online Film Critics Society Awards 2015 :
  - Meilleure actrice pour Anne Dorval
  - Meilleure actrice dans un second rôle pour Suzanne Clément
  - Meilleur film
  - Meilleur film en langue étrangère
- International Cinephile Society Awards 2015 : 
  - Meilleur film
  - Meilleur réalisateur pour Xavier Dolan
  - Meilleur film en langue étrangère
  - Meilleur acteur pour Antoine Olivier Pilon
  - Meilleure actrice pour Anne Dorval
  - Meilleure actrice de soutien pour Suzanne Clément
  - Meilleur scénario original pour Xavier Dolan
  - Meilleure distribution
- Prix Écrans canadiens 2015 :
  - Meilleur film
  - Meilleure direction artistique pour Colombe Raby
  - Meilleurs costumes pour Xavier Dolan
  - Meilleure photographie pour André Turpin
  - Meilleur réalisateur pour Xavier Dolan
  - Meilleur montage pour Xavier Dolan
  - Meilleurs maquillages pour Maina Militza
  - Meilleur acteur pour Antoine Olivier Pilon
  - Meilleure actrice pour Anne Dorval
  - Meilleure actrice dans un second rôle pour Suzanne Clément
  - Meilleur mixage de son pour Sylvain Brassard, Jocelyn Caron, François Grenon et Luc Landry
  - Meilleure montage de son pour Sylvain Brassard, Benoît Dame, Isabelle Favreau et Guy Francœur
  - Meilleur scénario original pour Xavier Dolan
- Prix Lumières 2015 : meilleur film francophone hors de France
- Vancouver Film Critics Circle Awards 2015 :
  - Meilleur film canadien
  - Meilleur réalisateur de film canadien pour Xavier Dolan
  - Meilleure actrice dans un film canadien pour Anne Dorval